# Ruta del Sol 2016
De 62e editie van de wielerwedstrijd Ruta del Sol vond plaats in 2016 van 17 tot en met 21 februari. De start was in Almonaster la Real, de finish op de Peñas Blancas bij Estepona. De ronde maakte deel uit van de UCI Europe Tour 2016, in de categorie 2.1. Deze editie werd gewonnen door de Spanjaard Alejandro Valverde. Het was zijn vierde eindoverwinning in deze ronde.

## Deelnemende ploegen
| WorldTour          | ProContinentaal             | Continentaal                  |
| ------------------ | --------------------------- | ----------------------------- |
| Movistar Team      | Caja Rural-Seguros RGA      | Burgos BH                     |
| Dimension Data     | CCC Sprandi Polkowice       | Funvic Soul Cycles-Carrefour  |
| BMC Racing Team    | Cofidis                     | Matrix Powertag               |
| Team Giant-Alpecin | Southeast-Venezuela         | Euskadi Basque Country-Murias |
| IAM Cycling        | Direct Énergie              | Stradalli-Bike Aid            |
| Lotto Soudal       | Wanty-Groupe Gobert         |                               |
| LottoNL-Jumbo      | Roompot-Oranje Peloton      |                               |
| Team Sky           | Gazprom-RusVelo             |                               |
| Tinkoff            | Topsport Vlaanderen-Baloise |                               |
| Trek-Segafredo     |                             |                               |

## Etappe-overzicht
| etappe | datum       | start                | finish                   | type                | afstand  |
| ------ | ----------- | -------------------- | ------------------------ | ------------------- | -------- |
| 1      | 17 februari | Almonaster la Real   | Sevilla                  | Heuvelrit           | 165,2 km |
| 2      | 18 februari | Palomares del Río    | Córdoba                  | Heuvelrit           | 186,3 km |
| 3      | 19 februari | Monachil             | El Padul                 | Heuvelrit           | 157,9 km |
| 4      | 20 februari | Alhaurín de la Torre | Alhaurín de la Torre     | Individuele tijdrit | 21 km    |
| 5      | 21 februari | San Roque            | Peñas Blancas (Estepona) | Bergrit             | 164,2 km |

## Klassementenverloop
| Etappe       | Winnaar            | Algemeen klassement · | Puntenklassement · | Bergklassement · | Sprintklassement · | Ploegenklassement · | Combinatieklassement |
| ------------ | ------------------ | --------------------- | ------------------ | ---------------- | ------------------ | ------------------- | -------------------- |
| 1            | Daniele Bennati    | Daniele Bennati       | Daniele Bennati    | Imanol Estévez   | Jérôme Baugnies    | Cofidis             | Luis Ángel Maté      |
| 2            | Nacer Bouhanni     | Nacer Bouhanni        | Nacer Bouhanni     | Imanol Estévez   | Jérôme Baugnies    | Cofidis             | Nacer Bouhanni       |
| 3            | Oscar Gatto        | Ben Swift             | Ben Swift          | Damiano Caruso   | Jérôme Baugnies    | Tinkoff             | Wout Poels           |
| 4            | Tejay van Garderen | Tejay van Garderen    | Ben Swift          | Damiano Caruso   | Jérôme Baugnies    | BMC Racing Team     | Wout Poels           |
| 5            | Alejandro Valverde | Alejandro Valverde    | Ben Swift          | Damiano Caruso   | Jérôme Baugnies    | BMC Racing Team     | Alejandro Valverde   |
| 0Eindstanden | 0Eindstanden       | Alejandro Valverde    | Ben Swift          | Damiano Caruso   | Jérôme Baugnies    | BMC Racing Team     | Alejandro Valverde   |

1925 · 1926-1954 · 1955 · 1956 · 1957 · 1958 · 1959 · 1960 · 1961 · 1962 · 1963 · 1964 · 1965 · 1966 · 1967 · 1968 · 1969 · 1970 · 1971 · 1972 · 1973 · 1974 · 1975 · 1976 · 1977 · 1978 · 1979 · 1980 · 1981 · 1982 · 1983 · 1984 · 1985 · 1986 · 1987 · 1988 · 1989 · 1990 · 1991 · 1992 · 1993 · 1994 · 1995 · 1996 · 1997 · 1998 · 1999 · 2000 · 2001 · 2002 · 2003 · 2004 · 2005 · 2006 · 2007 · 2008 · 2009 · 2010 · 2011 · 2012 · 2013 · 2014 · 2015 · 2016 · 2017 · 2018 · 2019 · 2020 · 2021 · 2022 · 2023 · 2024 · 2025
Etappewedstrijden

 Ster van Bessèges · 
 Ronde van Valencia · 
 La Méditerranéenne · 
 Ronde van de Algarve · 
 Ruta del Sol · 
 Ronde van de Haut-Var · 
 Ronde van de Provence · 
 Driedaagse van West-Vlaanderen · 
 Internationale Wielerweek · 
 Internationaal Wegcriterium · 
 Driedaagse van De Panne-Koksijde · 
 Ronde van de Sarthe · 
 Ronde van Castilië en León · 
 Ronde van Trentino · 
 Ronde van Kroatië · 
 Ronde van Turkije · 
 Ronde van Yorkshire · 
 Ronde van Asturië · 
 Ronde van Azerbeidzjan · 
 Vierdaagse van Duinkerke · 
 Ronde van Madrid · 
 Ronde van Picardië · 
 Ronde van Cova da Beira · 
 Ronde van Noorwegen · 
 World Ports Classic · 
 Ronde van België · 
 Ronde van Estland · 
 Ronde van Luxemburg · 
 Boucles de la Mayenne · 
 Ster ZLM Toer · 
 Ronde van Slovenië · 
 Ronde van Oostenrijk · 
 Sibiu Cycling Tour · 
 Ronde van Rhône Alpes-Valromey · 
 Ronde van Wallonië · 
 Ronde van Denemarken · 
 Ronde van Portugal · 
 Ronde van Burgos · 
 Ronde van Gévaudan Languedoc-Roussillon · 
 Ronde van de Ain · 
 Ronde van Tsjechië · 
 Arctic Race of Norway · 
 Ronde van de Limousin · 
 Ronde van Poitou-Charentes · 
 Tour des Fjords · 
 Ronde van Groot-Brittannië · 
 Ronde van Toscane · 
 Eurométropole Tour
Eendaagse wedstrijden

 Trofeo Felanitx-Ses Salines-Campos-Porreres · 
 Trofeo Pollença-Port de Andratx · 
 Trofeo Serra de Tramuntana · 
 Trofeo Playa de Palma-Palma · 
 GP La Marseillaise · 
 Grote Prijs van de Etruskische Kust · 
 Ronde van Murcia · 
 Clásica de Almería · 
 Trofeo Laigueglia · 
 Omloop Het Nieuwsblad · 
 Classic Sud Ardèche · 
 GP Lugano · 
 Kuurne-Brussel-Kuurne · 
 La Drôme Classic · 
 Le Samyn · 
 Strade Bianche · 
 GP Industria & Artigianato · 
 Ronde van Drenthe · 
 Nokere Koerse · 
 GP Nobili Rubinetterie · 
 Handzame Classic · 
 Classic Loire-Atlantique · 
 Grote Prijs van Cholet-Pays de Loire · 
 Dwars door Vlaanderen · 
 Route Adélie de Vitré · 
 Grote Prijs Miguel Indurain · 
 Volta Limburg Classic · 
 Ronde van La Rioja · 
 Parijs-Camembert · 
 Scheldeprijs · 
 Klasika Primavera · 
 Brabantse Pijl · 
 GP Denain · 
 Ronde van de Finistère · 
 Ronde van de Apennijnen · 
 Tro-Bro Léon · 
 La Roue Tourangelle · 
 Rund um den Finanzplatz Eschborn-Frankfurt · 
 Velothon Wales · 
 Grote Prijs van de Somme · 
 Grote Prijs van Plumelec · 
 Boucles de l'Aulne  · 
 Velothon Berlin · 
 GP Kanton Aargau · 
 Ronde van Keulen · 
 Ronde van Limburg · 
 Velothon Copenhagen · 
 Halle-Ingooigem · 
 GP Cerami · 
 Velothon Stuttgart · 
 Prueba Villafranca de Ordizia · 
 Rad am Ring · 
 Circuito de Getxo · 
 RideLondon Classic · 
 Polynormande · 
 Dwars door het Hageland · 
 Arnhem-Veenendaal Classic · 
 GP Jef Scherens · 
 GP Stad Zottegem · 
 Druivenkoers Overijse · 
 Schaal Sels · 
 Brussels Cycling Classic · 
 GP Fourmies · 
 Velothon Stockholm · 
 Ronde van de Doubs · 
 GP van Wallonië · 
 Coppa Bernocchi · 
 Coppa Agostoni · 
 Kampioenschap van Vlaanderen · 
 Grote Prijs Impanis-Van Petegem · 
 Memorial Marco Pantani · 
 GP van Isbergues · 
 GP Industria & Commercio di Prato · 
 Coppa Sabatini · 
 Ronde van Emilia · 
 Duo Normand · 
 GP Beghelli · 
 Ronde van de Drie Valleien · 
 Milaan-Turijn · 
 Ronde van Piemonte · 
 Ronde van de Vendée · 
 Ronde van het Münsterland · 
 Binche-Chimay-Binche · 
 Parijs-Bourges · 
 Parijs-Tours · 
 Nationale Sluitingsprijs